# Franziskus Ehrle
Franziskus Ehrle, S.J., (Isny im Allgäu, 17 oktober 1845 – Rome, 31 maart 1934) was een Duits geestelijke en kardinaal van de Katholieke Kerk.
Ehrle trad op zijn zestiende toe tot de Jezuïeten en studeerde vervolgens theologie aan de Abdij Maria Laach en aan de universiteit van Liverpool, waar hij in 1876 priester werd gewijd. Hij werkte enkele jaren als pastoor in deze Britse stad. In 1878 werd hij medewerker van het tijdschrift Stimmen aus Maria Laach. In hetzelfde jaar verhuisde hij naar Brussel waar hij werkte als pastoor en tegelijkertijd wetenschappelijk onderzoek deed. In 1880 leidde zijn onderzoek hem naar Rome, waar hij werd aangesteld bij de Biblioteca Apostolica Vaticana. In januari 1895 werd hij als pro-prefect van deze bibliotheek en in juni van datzelfde jaar prefect. Hij zou tot 1914 in dienst blijven van de Curie. Paus Benedictus XV vond het - gelet op de uitgebroken Eerste Wereldoorlog gepast om bij de Curie uitsluitend Italianen aan te stellen en dus moest Ehrle vertrekken. In zijn plaats werd Achille Ratti, de latere paus Pius XI, benoemd.
Ehrle werd nu hoofdredacteur van de Stimmen aus Maria Laach. Aanvankelijk deed hij dit werk vanuit Rome, maar in 1916 verhuisde hij naar München, waar de redactie van het blad kantoor hield. Van 1919 tot 1922 was hij als hoogleraar verbonden aan het Pauselijk Bijbelinstituut en aan de Pauselijke Gregoriaanse Universiteit. In 1919 werd hij benoemd tot lid van de Beierse Academie van Wetenschappen.
Paus Pius XI creëerde Ehlre kardinaal bij het consistorie van 11 december 1922. De San Cesareo in Palatio werd zijn titelkerk. In 1929 werd hij benoemd tot Kardinaal-bibliothecaris van de Katholieke Kerk benoemd en werd daarmee archivaris van het Vaticaans Geheim Archief. Hij zou die functie blijven vervullen tot zijn dood. 
Franziskus kardinaal Ehrle is begraven op Campo Verano.

## Werken
- Bibliotheca theologiae et philosophiae scholasticae selecta 5 delen, Parijs 1885-94.
- Historia Bibliothecae Romanorum Pontificum deel I. Rome 1890
- Der Sentenzenkommentar Peters von Candia 1925
- Der vatikanische Palast in seiner Entwicklung bis zur Mitte des 15. Jahrhunderts Deel I (met H. Egger). Città del Vaticano 1935
- met Heinrich Denifle Archiv für Literatur- und Kirchengeschichte des Mittelalters, zeven delen, 1885 – 1900.

- Bibsys: 2021121
- Biblioteca Nacional de España: XX1470288
- Bibliothèque nationale de France: cb12807069g (data)
- Catàleg d'autoritats de noms i títols de Catalunya: 981058513504006706
- CiNii: DA10965466
- Gemeinsame Normdatei: 116408510
- International Standard Name Identifier: 0000 0001 0917 6561
- Library of Congress Control Number: n86017019
- Nationale Bibliotheek van Tsjechië: mub20181003618
- Nationale bibliotheek van Australië: 36386269
- Nationale Bibliotheek van Israël: 987007279429905171
- Nationale Bibliotheek van Polen: a0000002138736
- Nederlandse Thesaurus van Auteursnamen: 070144265
- Istituto Centrale per il Catalogo Unico: SBLV319679
- SNAC: w6mh7fw8
- Système universitaire de documentation: 052466310
- Trove: 1252819
- Virtual International Authority File: 76442446
- WorldCat: E39PBJjmVk7C4D8KKVWjtDkv73